# Conrad Bursian

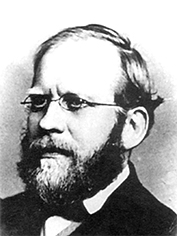
Conrad Bursian

Conrad Bursian (* 14. November 1830 in Mutzschen (Sachsen); † 21. September 1883 in München) war ein deutscher Philologe und Archäologe.

## Leben
Nachdem seine Eltern nach Leipzig gezogen waren, ging er zur Thomasschule und 1847 zur Universität Leipzig. Er studierte bei Moriz Haupt und Otto Jahn bis 1851, verbrachte sechs Monate in Berlin, vor allem um Philipp August Böckh zu hören, und vervollständigte seine Universitätsausbildung 1852 in Leipzig. Die nächsten Jahre verbrachte er mit Reisen nach Belgien, Frankreich, Italien und Griechenland. 1856 wurde er Privatdozent und 1858 außerordentlicher Professor in Leipzig. 1861 wurde er Professor für Philosophie und Archäologie an der Universität Tübingen, 1864 Professor für klassische Altertümer an der Universität Zürich. 1869 ging er an die Universität Jena, wo er auch Direktor des archäologischen Museums war, und 1874 auf den Lehrstuhl für Klassische Philologie an die Universität München, wo er bis zu seinem Tod wirkte.
Sein Schüler Carl Bezold heiratete 1888 Bursians Tochter Adele.
Conrad Bursian war ab 1864 Mitglied der Burschenschaft Germania Tübingen und ab 1870 Ehrenmitglied der Griechischen philologischen Gesellschaft in Konstantinopel.

## Schriften (Auswahl)
Seine wichtigsten Werke sind:

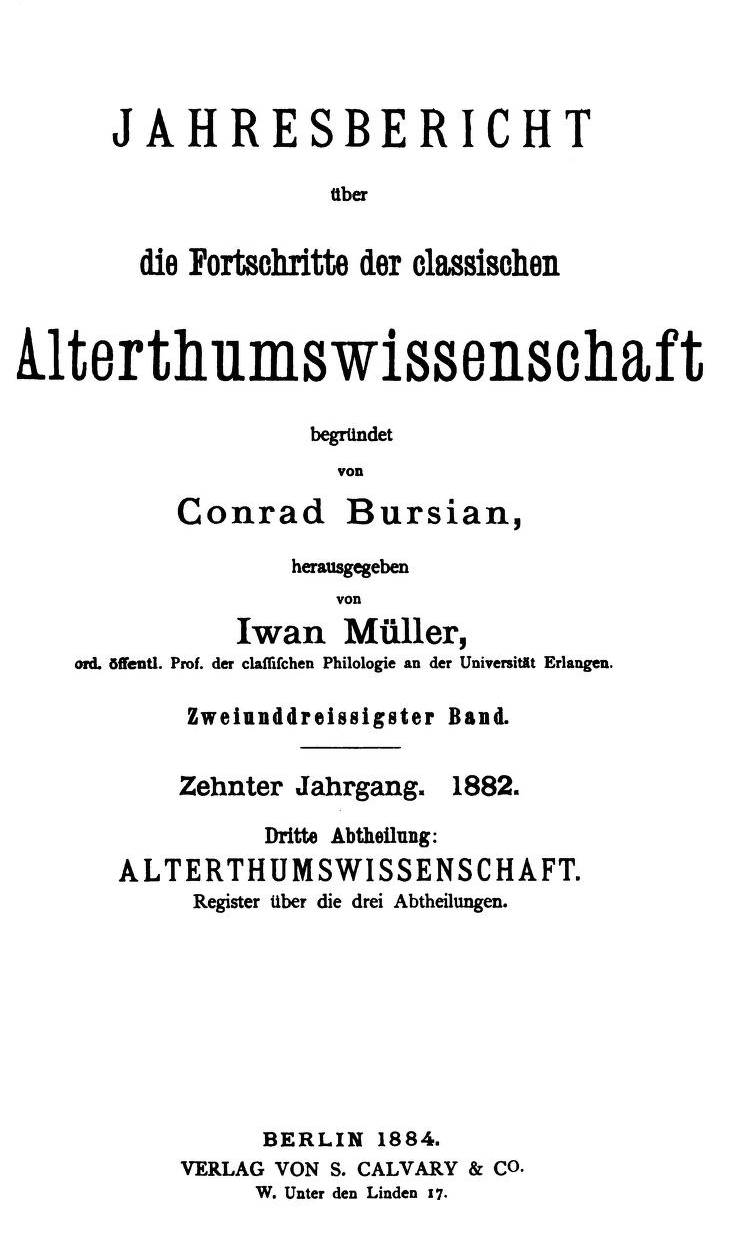

- als Herausgeber: Iulius Firmicus Maternus: De Errore Profanarum Religionum. Accedunt capita quaedam libri X recognitionum Pseudoclementinarum. Breitkopf und Härtel, Leipzig 1856, Digitalisat.
- als Herausgeber: Marcus Lucius Annaeus Seneca: Oratorum et Rhetorum Sententiae, Divisiones, Colores. Breitkopf und Härtel, Leipzig 1857, Digitalisat.
- Geographie von Griechenland. 2 Bände. Teubner, Leipzig 1862–1872;
  - Band 1: Das nördliche Griechenland. 1862;
  - Band 2: Peloponnesos und Inseln. 1868–1872, Digitalisat.
- Beiträge zur Geschichte der classischen Studien im Mittelalter. In: Sitzungsberichte der Philosophisch-Philologischen und Historischen Classe der K. B. Akademie der Wissenschaften zu München. Bd. 3, 1873, ZDB-ID 961259-2, S. 458–518, Digitalisat (PDF; 2,8 MB).
- Geschichte der classischen Philologie in Deutschland von den Anfängen bis zur Gegenwart (= Geschichte der Wissenschaften in Deutschland. Neuere Zeit. 19, ZDB-ID 1016690-7). Hälfte 1–2 (= 2 Bände). Oldenbourg, München u. a. 1883, Digitalisat 1. Hälfte, Digitalisat 2. Hälfte.

Der Artikel über griechische Kunst in Johann Samuel Ersch, Johann Gottfried Gruber: Allgemeine Encyclopädie der Wissenschaften und Künste ist von ihm. Am nachhaltigsten mit seinem Namen verbunden sind „Bursians Jahresberichte“, die bis nach dem Zweiten Weltkrieg fortgesetzt wurden. Der genaue Titel des von ihm begründeten und herausgegebenen Werks lautet Jahresbericht über die Fortschritte der klassischen Altertumswissenschaft (1873 ff., ZDB-ID 3921-4). Ab 1879 wurde über Nachträge ein Biographisches Jahrbuch für Altertumskunde (Nekrologe) (ZDB-ID 3923-8) veröffentlicht, der Band von 1884 enthält seine Todesanzeige sowie eine vollständige Liste seiner Schriften.